# Manejo forestal

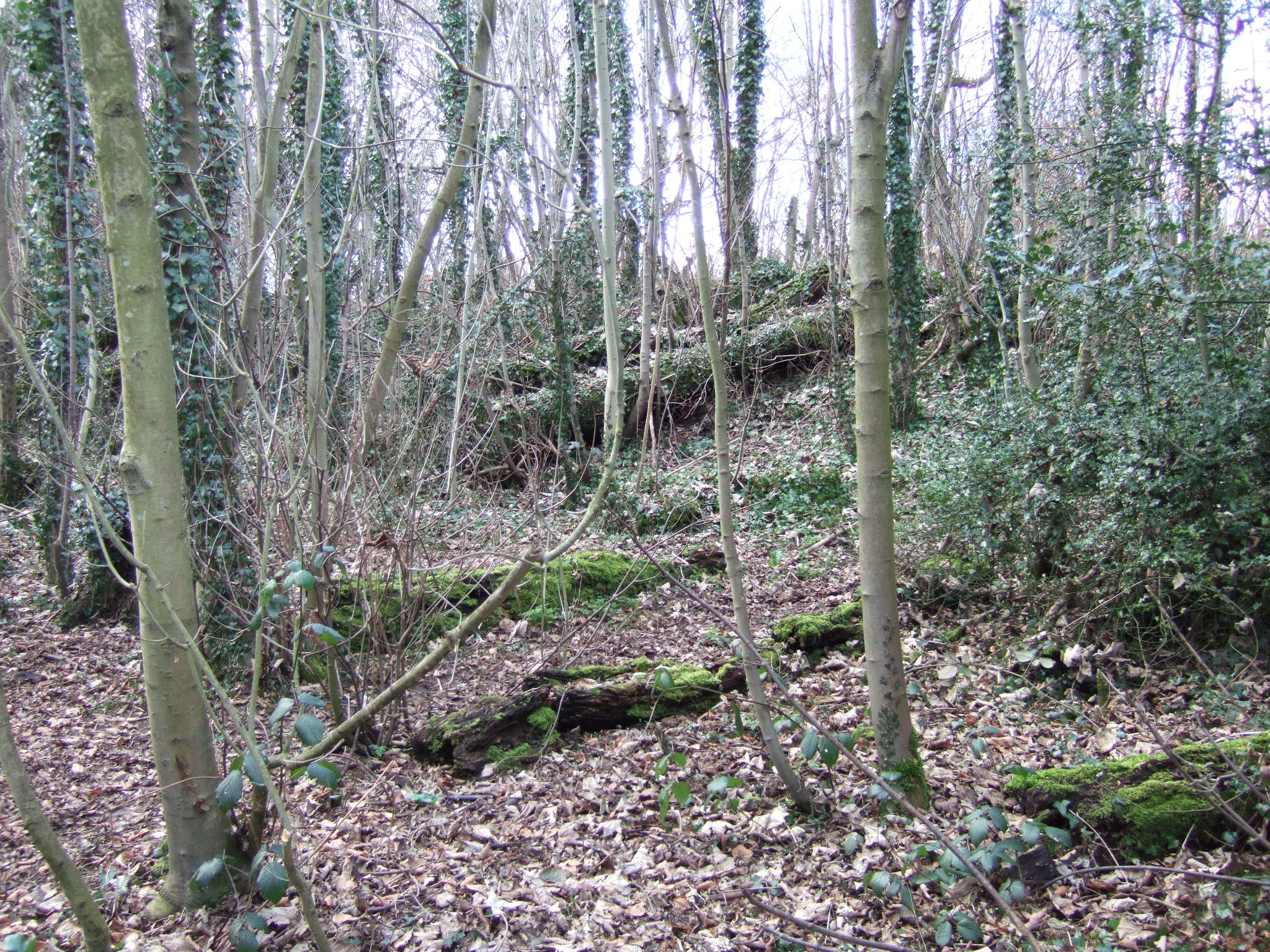
Bosque natural.

El manejo forestal o gestión forestal es la rama de la ingeniería de montes que se ocupa de las actividades administrativas, económicas, legales, sociales, etc. de los bosques, y que sigue principios científicos y técnicos de silvicultura, protección y regulación. Se puede tratar de manejo de bosques naturales o manejo de bosques artificiales o reforestados.
En las zonas donde se practica la agricultura de tala y quema (llamada también de roza y quema), el cambio a talar y carbonizar (en vez de quemar, con llama, en fuego abierto y combustión completa, la materia vegetal cortada, convertirla en carbón vegetal mediante combustión incompleta y esparcir el carbón sobre el terreno), no solo es un método duradero de fijación del carbono. También es extremadamente enriquecedor para el suelo. Mezclando el carbón vegetal con biomasa se crea la terra preta, uno de los suelos más ricos y el único conocido que se autorregenera.
Desde hace siglos se han hecho esfuerzos para detener o frenar la deforestación, porque hace mucho tiempo que se sabe que puede causar daños ambientales tan graves que lleven a la desaparición de sociedades enteras. En Tonga los gobernantes desarrollaron políticas para evitar los conflictos entre las ganancias a corto plazo de convertir los bosques en tierras de cultivo y los problemas a largo plazo que ocasiona la desaparición del bosque. En Japón, durante el shogunato Tokugawa (siglo XVII-XVIII) los shogunes desarrollaron un avanzado sistema de planificación a largo plazo para detener e incluso revertir la deforestación de los siglos precedentes, mediante la sustitución de la madera por otros productos y un uso más eficiente de la tierra que se había cultivado durante centurias. En la Alemania del siglo XVI los terratenientes desarrollaron la silvicultura para lidiar con los problemas de la deforestación. Sin embargo esas políticas tienden a limitarse a ecosistemas con suficiente lluvia, sin estación seca y con suelos muy jóvenes (resultado de vulcanismo o glaciaciones). En suelos más viejos y menos fértiles los árboles crecen demasiado despacio como para que la silvicultura sea económica, mientras que en zonas con una larga estación seca, siempre hay un riesgo de que un incendio forestal destruya los árboles plantados antes de que maduren.

## Manejo de bosques naturales
Manejo del bosque natural es una modificación gradual y ordenada de la composición florística y la estructura del bosque con un objetivo determinado. El manejo de los bosques naturales puede tener varios objetivos: la producción de madera y otros productos forestales, la protección de la cuenca hidrográfica, y la conservación de la biodiversidad. En la presente, se enfocará en los proyectos o componentes forestales, que tienen que ver con la explotación de la madera y sus impactos ambientales, pero se mencionará brevemente el manejo de los otros productos, y los diferentes sistemas agro/silvo/pastoriles.
Numerosas propuestas silvícolas se han definido desde principios del siglo pasado hasta la actualidad para incorporar a la lenga dentro de un manejo forestal sostenible. Entre ellas se encuentran las siguientes:

### Talas rasas en fajas
Se cortan totalmente fajas de ancho variable, y fajas

### Cortas de selección
Se cortan algunos ejemplares, los más aprovechables, generalmente entre 20 % y 30 % del área basal de la parcela de corta anual, considerando los mejores diámetros y calidad de fuste de las especies comerciales, que previamente se identificaron, midieron y georreferenciaron en el inventario forestal. La idea es cosechar los mejores pies y dejar los árboles semilleros hasta 10 % del total de individuos/especie destinados a la saca, además de ejecutar la reposición y labores silviculturales dispuestas en el plan operativo.

### Cortas de protección
Las cortas de protección son el método más difundido en la actualidad para la cosecha inicial de bosques primarios. Se abre el bosque dejando un remanente durante el tiempo necesario (10 a 20 años) para lograr la regeneración natural hasta una altura media de 50-75 cm. Posteriormente, la corta final remueve el resto. Las plántulas tienen capacidad de adaptación a cambios en el medio ambiente, permitiendo la recuperación de la estructura forestal de los rodales frente a todas las propuestas silvícolas anteriores.

### Cortas en bosquetes
Estos métodos se basan en parámetros económicos definidos exclusivamente por parámetros forestales (rendimiento y crecimiento), sin incluir aquellos de conservación. Esto implica que en el largo plazo se cosechen todos los árboles del rodal.

### Retención variable

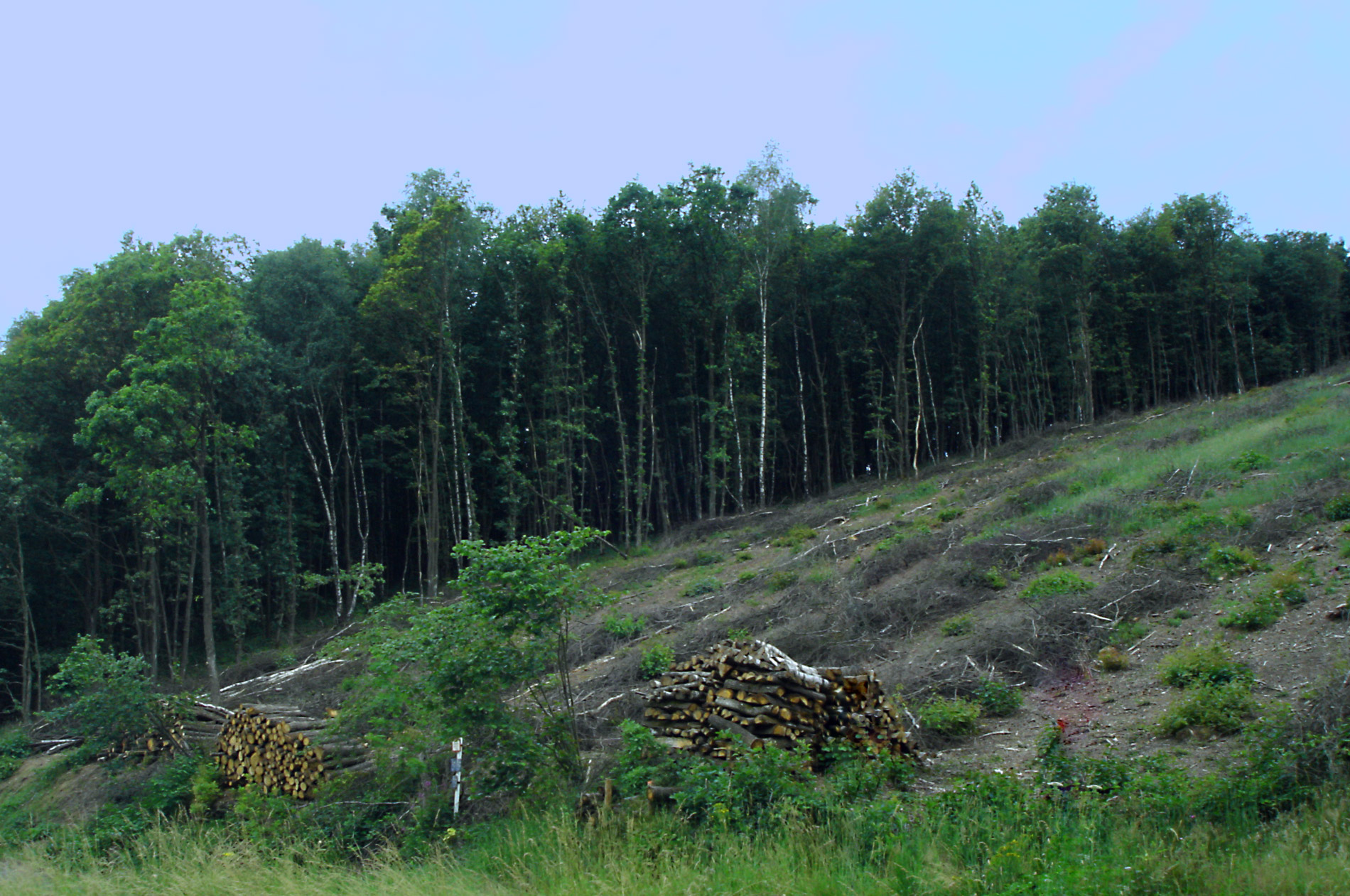
Bosque plantado.

Incluye: retención de parte del bosque original en forma de agregados circulares sistemáticos (uno por hectárea, de 30 m de radio), manteniendo el suelo y sotobosque sin impacto de caminos ni maquinarias. Retención dispersa de árboles vivos entre los agregados.

## Manejo de bosques reforestados
El manejo de plantaciones y reforestación puede tener varios objetivos, como: la producción de productos derivados de la madera o la protección del medio ambiente y la biodiversidad. Los productos forestales incluyen madera, pulpa de celulosa, postes, fruta, fibras y combustibles, las arboladas comunitarias y los árboles que siembran agricultores alrededor de sus viviendas o terrenos. Las actividades orientadas hacia la protección incluyen los árboles sembrados a fin de estabilizar las pendientes y fijar las dunas de arena, las fajas protectoras, los sistemas de agro-forestación, las cercas vivas y los árboles de sombra.

## Impacto ambiental y social
El manejo adecuado de los bosques naturales puede y debe apoyar la producción sustentable de una gran variedad de productos de la madera y otros (véase Procesamiento de pulpa, papel y madera), preservar la capacidad del bosque para prestar servicios ambientales, conservar la biodiversidad y proveer los medios de subsistencia para mucha gente (incluyendo los moradores indígenas de los bosques, o las tribus que representan patrimonios culturales en peligro de extinción).
Si se manejan mal, sin embargo, o se desbrozan con el fin de convertirlos a otros usos, como la agricultura, o ganadería, se puede degradar el bosque y producir el crecimiento secundario, matorrales o tierras baldías. El mal manejo del bosque puede aumentar la erosión y sedimentación de los recursos acuáticos, interrumpir la hidrología, causar mayor inundación, escasez de agua y degradación de los ecosistemas acuáticos, reducir los recursos genéticos e intensificando los problemas socioeconómicos.

## Manejo forestal comunitario
El manejo forestal comunitario es un tipo de manejo de recursos de los bosques, donde una extensión geográfica de bosque pertenece a una comunidad en el ámbito administrativo, económico y social, de forma que la comunidad que habita en la región se encarga de la explotación y utilización primaria de los recursos que genera esa misma extensión (agua, aire, tierra, bosque).
Dentro del manejo comunitario siempre existe una organización bien establecida propia a cada comunidad, donde deben establecerse las personas que manejan los recursos y toman las decisiones en torno al bosque que les pertenece; esto se decide, generalmente, a partir de asambleas. Los derechos que se incluyen tradicionalmente en este manejo son:
- Derecho a exclusión (excluir a personas del uso de la propiedad).
- Derecho a acceso y uso sobre recursos.
- Derecho de regulación (imposición de reglas de uso).
- Derecho de enajenación (renta, venta o hipoteca de la propiedad).
- Derechos de herencia (parte de la propiedad puede ser transferida post mortem).[4]

### Ventajas del manejo comunitario
El manejo comunitario conlleva gran cantidad de ventajas que permiten mejorar los ámbitos sociales, ambientales y económicos de la comunidad que administra la región.
A primera instancia, en el ámbito social se logra un mayor apoyo por parte de la comunidad debido a que se generan fuentes de empleo propias, además de que todas las ganancias que se generan se mantienen en la comunidad, permitiendo un desarrollo de la misma, como puede ser la colocación de alumbrado eléctrico, entubado de agua, etc.
En el ámbito ambiental, la comunidad, al reconocer el valor que le da el bosque, provoca un sentimiento de mayor apreciación al mismo, de forma que la gente busca la promoción y mantenimiento estable del bosque. Adicionalmente, esto permite mantener la biodiversidad y proteger los recursos naturales causando también una observación y monitoreo constante de la región de forma local.
En relación con ventajas económicas, el manejo comunitario promueve la generación de empresas forestales comunitarias EFC que manejan de forma organizada los recursos de la comunidad y, al ser localizadas, tienen un mayor conocimiento de los recursos, lo cual permite explotarlos de forma más eficiente, brindando mayores ganancias que permiten aumentar la inversión.

### Retos del manejo comunitario
Uno de los mayores retos es la administración, organización y planeación del manejo de los recursos. Esto genera que haya una gran dificultad para obtener recursos, y crea un proceso difícil para crear los organismos o EFC que se encargarán de la administración. Otro de los problemas que se enfrentan, principalmente, es que el precio pagado a los productos generados suele ser bajo. Un reto adicional es que regularmente se encuentra que la tecnología disponible en las comunidades es limitada, de forma que no se puede aprovechar en su máximo potencial la zona que se trabaja.